# الأسنام (ولاية البويرة)
الأسنام هي مدينة جزائرية تقع في ولاية البويرة، وتبعد عن عاصمة الولاية بحوالي 15 كيلومتر.